# Christian County (Missouri)
Christian County is een county in de Amerikaanse staat Missouri.
De county heeft een landoppervlakte van 1.459 km² en telt 54.285 inwoners (volkstelling 2000). De hoofdplaats is Ozark.